# بوقلمون رویال پالم

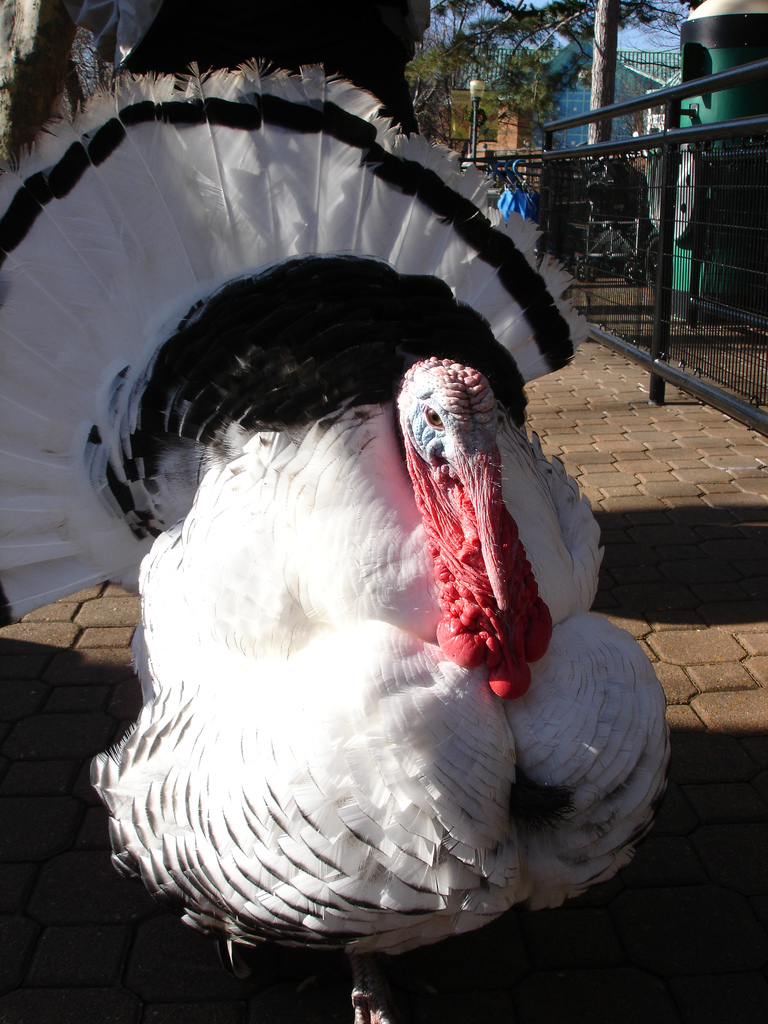
یک بوقلمون رویال پالم

رویال پالم (به انگلیسی: Royal Palm) نوعی بوقلمون خانگی است. رویال پالم یکی از معدود بوقلمون‌هایی است که در درجه اول برای تولید گوشت انتخاب نمی‌شود و بیشتر به عنوان یک پرنده زینتی با ظاهری منحصر به فرد شناخته می‌شود. رنگ این بوقلمون عمدتاً سفید با نوارهایی سیاه براق است و در اصل به عنوان پرندهٔ نمایشگاهی و در مزارع کوچک نگهداری می‌شود. رویال پالم فاقد اندازهٔ مناسب برای استفاده تجاری در مقیاس وسیع است. وزن پرنده نر ۷٫۳ الی ۱۰ کیلوگرم (بالغ بزرگ) و پرنده ماده ۴٫۵ الی ۵٫۴ کیلوگرم (بالغ بزرگ) است.
رویال پالم که در میان نژادهای بوقلمون تازه‌وارد به‌شمار می‌آید نخستین بار در دهه ۱۹۲۰ در مزرعه ای در دریاچه ورث فلوریدا ظاهر شد؛ که ظاهراً از آمیزش چند نژاد مختلف بوجود آمده بود. پس از سال‌ها اصلاح نژاد و پرورش گزینشی، رویال پالم سرانجام در سال ۱۹۷۱ توسط استاندارد کمال انجمن ماکیان آمریکا پذیرفته شد. در اروپا، بوقلمون‌هایی با رنگ مشابه را Cröllwitzer, Pied یا Black-laced White می‌نامند.
رویال پالم امروزه یک نژاد بسیار در معرض خطر به‌شمار می‌آید. این پرنده از نژادهای غیر مهاجم است و مادر بسیاری خوبی برای جوجه‌هایش است.